# 尾崎里紗 (テニス選手)
尾﨑 里紗（おざき りさ、1994年4月10日 - ）は、日本の女子プロテニス選手。兵庫県神戸市出身。WTAランキング自己最高位はシングルス70位。江崎グリコ所属。身長162cm。右利き、バックハンド・ストロークは両手打ち。

## 来歴
8歳でテニスを始める。小学6年生で全国小学生大会に優勝しジュニアフェド杯の日本代表を務める。
2012年全豪オープンジュニア女子シングルスでベスト8に進出し、この年の12月にプロに転向。
2013年全米オープンから4大大会の予選に挑戦を始める。
2014年にはフェドカップ日本代表に選ばれている。
2016年は7月に、シティ・オープンのダブルスで青山修子とのペアで準優勝。シングルスでは10月から11月にかけて、オーストラリアのITF女子サーキット5万ドル大会で2週連続優勝を記録し、11月7日付のランキングで94位となりトップ100入りを果たす。
2017年全豪オープンに本戦ストレートインでグランドスラム初出場を果たす。1回戦で元世界ランキング5位のサラ・エラニに5-7, 1-6で敗れた。3月のマイアミ・オープンでは予選を突破し本戦出場。1回戦でルイザ・チリコ、2回戦で第16シードのキキ・ベルテンス、3回戦でユリア・ゲルゲスに勝利し、WTAプレミア・マンダトリーで初のベスト16進出を果たす。4回戦で世界ランキング1位のアンゲリク・ケルバーに2-6, 2-6で敗れた。全米オープン1回戦でダニエル・ラオに6-3, 6-7(5), 7-6(5)で勝ちグランドスラム初勝利を挙げる。
尾崎は2022年の全日本テニス選手権を最後に現役を引退した。

## WTAツアー決勝進出結果

### ダブルス: 1回 (0勝1敗)
| 大会グレード                  |
| ----------------------------- |
| グランドスラム (0–0)          |
| WTAファイナルズ (0–0)         |
| プレミア・マンダトリー (0–0)  |
| プレミア5 (0-0)               |
| WTAエリート・トロフィー (0-0) |
| プレミア (0–0)                |
| インターナショナル (0–1)      |

| 結果   | No. | 決勝日        | 大会           | サーフェス | パートナー | 対戦相手                                    | スコア   |
| ------ | --- | ------------- | -------------- | ---------- | ---------- | ------------------------------------------- | -------- |
| 準優勝 | 1.  | 2016年7月23日 | ワシントンD.C. | ハード     | 青山修子   | ヤニナ・ウィックマイヤー モニカ・ニクレスク | 4–6, 3–6 |

## 4大大会シングルス成績
略語の説明
| W | F | SF | QF | #R | RR | Q# | LQ | A | Z# | PO | G | S | B | NMS | P | NH |

W=優勝, F=準優勝, SF=ベスト4, QF=ベスト8, #R=#回戦敗退, RR=ラウンドロビン敗退, Q#=予選#回戦敗退, LQ=予選敗退, A=大会不参加, Z#=デビスカップ/BJKカップ地域ゾーン, PO=デビスカップ/BJKカッププレーオフ, G=オリンピック金メダル, S=オリンピック銀メダル, B=オリンピック銅メダル, NMS=マスターズシリーズから降格, P=開催延期, NH=開催なし.
| 大会           | 2013 | 2014 | 2015 | 2016 | 2017 | 2018 | 通算成績 |
| -------------- | ---- | ---- | ---- | ---- | ---- | ---- | -------- |
| 全豪オープン   | A    | LQ   | LQ   | LQ   | 1R   | LQ   | 0–1      |
| 全仏オープン   | A    | LQ   | LQ   | LQ   | 1R   | A    | 0–1      |
| ウィンブルドン | A    | LQ   | LQ   | LQ   | 1R   | A    | 0–1      |
| 全米オープン   | LQ   | LQ   | LQ   | LQ   | 2R   | A    | 1–1      |